# Мандера
Мандера (суах. Mandera, сом. Mandheera) — місто в Кенії, у Північно-Східній провінції. Адміністративний центр однойменного округу .

## Географія
Розташоване на крайньому північному сході країни, поблизу кордонів з Сомалі і Ефіопією, на річці Дауа. Висота міста над рівнем моря становить 219 м .

### Клімат
Місто знаходиться у зоні, котра характеризується кліматом тропічних пустель. Найтепліший місяць — лютий із середньою температурою 30.6 °C (87 °F). Найхолодніший місяць — липень, із середньою температурою 27.8 °С (82 °F).
| Клімат Мандери          | Клімат Мандери | Клімат Мандери | Клімат Мандери | Клімат Мандери | Клімат Мандери | Клімат Мандери | Клімат Мандери | Клімат Мандери | Клімат Мандери | Клімат Мандери | Клімат Мандери | Клімат Мандери | Клімат Мандери |
| Показник                | Січ.           | Лют.           | Бер.           | Квіт.          | Трав.          | Черв.          | Лип.           | Серп.          | Вер.           | Жовт.          | Лист.          | Груд.          | Рік            |
| Абсолютний максимум, °C | 37             | 38             | 40             | 39             | 37             | 37             | 37             | 37             | 37             | 36             | 37             | 37             | 40             |
| Середній максимум, °C   | 35             | 36             | 36             | 35             | 33             | 32             | 32             | 32             | 33             | 32             | 32             | 33             | 33             |
| Середня температура, °C | 29             | 30             | 30             | 30             | 29             | 27             | 27             | 27             | 28             | 27             | 27             | 28             | 28             |
| Середній мінімум, °C    | 23             | 25             | 25             | 25             | 25             | 23             | 23             | 23             | 23             | 23             | 23             | 23             | 24             |
| Абсолютний мінімум, °C  | 15             | 17             | 18             | 19             | 20             | 18             | 20             | 20             | 20             | 20             | 18             | 16             | 15             |
| Норма опадів, мм        | 0              | 0              | 20             | 80             | 20             | 0              | 0              | 0              | 0              | 40             | 20             | 0              | 210            |
| Днів з дощем            | 0              | 0              | 2              | 6              | 2              | 0              | 0              | 0              | 0              | 3              | 2              | 0              | 18             |
| Вологість повітря, %    | 49             | 49             | 50             | 60             | 61             | 55             | 53             | 51             | 51             | 59             | 62             | 57             | 55             |
| ----------------------- | -------------- | -------------- | -------------- | -------------- | -------------- | -------------- | -------------- | -------------- | -------------- | -------------- | -------------- | -------------- | -------------- |
| Джерело: Weatherbase    |                |                |                |                |                |                |                |                |                |                |                |                |                |

## Населення
Населення за даними на 2012 рік становить 50 576 осіб, за даними переписом 1999 року його налічувало 30 433 особи.
Населення представлено головним чином етнічними сомалійцями, головним чином кланами Мурелем, Гаррі й Марехан. Регіон поблизу Мандера відомий як місце кланових протиріч. Кланові сутички між Гаррі й Мурелем забрали вже понад 100 життів починаючи з грудня 2004 року.